# Cmentarze w Krzemieńcu
Cmentarze w Krzemieńcu – zespół zabytkowych nekropolii znajdujący się w Krzemieńcu na Wołyniu na Ukrainie, na który składają się Cmentarze Tunicki, Bazyliański, Polski, Żydowski i Kałantyr.
- Prawosławny Cmentarz Tunicki położony jest na przedmieściu Krzemieńca Tunikach przy ul. Starego Detiuka. Powstał najprawdopodobniej pod koniec XVIII wieku jako nekropolia wspólna dla unitów, rzymskich katolików i prawosławnych. W 1891 przeszedł pod zarząd cerkwi prawosławnej.

Do zabytkowych nagrobków świadczących o polskości miasta należy m.in. grobowiec rodziny Januszewskich (pierwsze pochówki z 1831), w którym została pochowana Salomea z Januszewskich Becu – matka Juliusza Słowackiego.
- Cmentarz Bazyliański to dawna nekropolia unicka położona w północnej części miasta na zboczu góry Wołowicy. Powstała jako cmentarz przyklasztorny reformatów. Po kasacie wyznania unickiego w Rosji chowano tu już tylko prawosławnych, jednak w starszej części cmentarzyka zachowały się groby katolickie. Po włączeniu Krzemieńca w skład USRR nekropolia, na której zachowały się liczne groby profesorów Liceum Krzemienieckiego, popadła w ruinę. Jednym z nielicznych nagrobków, który przetrwał czasy radzieckie w dobrym stanie jest mogiła Willibalda Bessera.

Na terenie cmentarza znajduje się klasycystyczna kaplica z przełomu XVIII i XIX wieku.
- Cmentarz Polski został założony w 1891 z inicjatywy Antoniego Półmacka po tym jak nekropolie Tunicka i Bazyliańska przejęte zostały przez lokalną cerkiew prawosławną.

W latach trzydziestych cmentarz wzbogacił się o Mogiłę Nieznanego Żołnierza, w której pochowano prochy Polaków walczących w I wojnie światowej. Na Cmentarzu Polskim chowano również ofiary bombardowań niemieckich z 12 września 1939 oraz Polaków poległych podczas okupacji radzieckiej i nazistowskiej.
- Cmentarz Żydowski położony jest na południowym stoku góry Czerczy. Jest najstarszą nekropolią krzemieniecką, której początki datowane są na wiek XVI. Po wymordowaniu żydowskiej ludności miasteczka w czasie II wojny światowej służy jako pastwisko dla bydła.
- Cmentarz Kałantyr mieści się na przedmieściu Syczówka. Powstał w II połowie XIX stulecia po tym, jak władze carskie rozmieściły w Krzemieńcu pułk dragonów. Chowano tu głównie rosyjskich wojskowych. Po I wojnie światowej cmentarz zachował swoją funkcję - chowano na nim głównie polskich żołnierzy z 12 Pułku Ułanów Podolskich stacjonującego w niedalekiej Białokrynicy.

Po odzyskaniu przez Ukrainę niepodległości w 1991 na cmentarzu usypano kopiec na cześć ofiar lokalnego NKWD z lat 50. i 60.